# Hôpital de la Miséricorde de Grosseto
L’hôpital de la Miséricorde (Ospedale della Misericordia) est un centre hospitalier de Grosseto, en Toscane. C'est le principal hôpital de la ville et de la province de Grosseto.

## Histoire
L'hôpital a été fondé au XIIIe siècle par les moines du couvent de San Francesco, et a ensuite été acquis par l'hôpital Santa Maria della Scala de Sienne. Il a été rénové et rouvert en 1787 par le grand-duc de Toscane Pierre-Léopold de Habsbourg-Lorraine.
Dans les années cinquante du XXe siècle, la municipalité de Grosseto a décidé de construire un hôpital moderne à l'extérieur de la vieille ville, car le bâtiment historique ne pouvait plus répondre aux besoins de la population. Le nouveau bâtiment a été financé en partie par l'entrepreneur Ferdinando Innocenti et par la banque Monte dei Paschi di Siena, et conçu par les architectes Mario Luzzetti et Umberto Tombari. La construction a commencé le 17 novembre 1964 et l'hôpital a été achevé en 1974,.
En 2004, le chirurgien Pier Cristoforo Giulianotti (en) a fondé l'École internationale d'ingénierie robotique.